# Maksym Dehtiariow
Maksym Serhijowycz Dehtiariow, ukr. Максим Сергійович Дегтярьов (ur. 30 maja 1993 w Kirowsku, w obwodzie ługańskim) – ukraiński piłkarz, grający na pozycji napastnika.

## Kariera piłkarska

### Kariera klubowa
Wychowanek klubu Stal Ałczewsk, barwy którego bronił w juniorskich mistrzostwach Ukrainy (DJuFL). Karierę piłkarską rozpoczął 17 lipca 2011 w podstawowej jedenastce Stali. Podczas przerwy zimowej sezonu 2011/12 podpisał kontrakt z Metałurhiem Donieck, jednak wrócił do Stali, gdzie potem grał na zasadach wypożyczenia. Latem 2015 po rozwiązaniu Metałurha, jako wolny agent został piłkarzem Awanhardu Kramatorsk. 12 lipca 2016 przeniósł się do FK Połtawa. W lipcu 2018 po rozwiązaniu połtawskiego klubu zasilił skład Olimpiku Donieck. 18 lipca 2019 przeszedł do Desny Czernihów, w którym grał na zasadach wypożyczenia do końca roku.

## Sukcesy i odznaczenia

### Sukcesy klubowe
Stal Ałczewsk
- brązowy medalista Ukraińskiej Drugiej Ligi: 2013/14

FK Połtawa
- wicemistrz Ukraińskiej Pierwszej Ligi: 2017/18